# Copa Mundial de Futsal de la FIFA 2024
La Copa Mundial de Futsal de la FIFA 2024 fue la décima edición de la Copa Mundial de Futsal de la FIFA, campeonato disputado por las selecciones de las asociaciones miembros de la FIFA. El torneo se llevó a cabo en Uzbekistán del 14 de septiembre al 6 de octubre de 2024. Fue el primer torneo de la FIFA organizado por ese país y la cuarta Copa Mundial de futsal disputada en Asia.
El campeón fue Brasil, que logró su sexto título tras derrotar en la final a Argentina por 2 a 1.

## Equipos participantes
Un total de 24 equipos participarán en el torneo, divididos en los siguientes cupos por confederación:
- AFC: 4 cupos (+ anfitrión)
- CAF: 3 cupos
- Concacaf: 4 cupos
- Conmebol: 4 cupos
- OFC: 1 cupos
- UEFA: 7 cupos

En cursiva los equipos debutantes.
| Clasificatorias | Clasificatorias | Clasificatorias | Clasificatorias | Clasificatorias | Clasificatorias |
| --------------- | --------------- | --------------- | --------------- | --------------- | --------------- |
| CAF             | AFC             | UEFA            | Concacaf        | OFC             | Conmebol        |

| Afganistán | Cuba       | Libia         | Portugal   |
| Angola     | España     | Marruecos     | Tailandia  |
| Argentina  | Francia    | Nueva Zelanda | Tayikistán |
| Brasil     | Guatemala  | Países Bajos  | Ucrania    |
| Costa Rica | Irán       | Panamá        | Uzbekistán |
| Croacia    | Kazajistán | Paraguay      | Venezuela  |

## Organización

### Candidaturas
Los siguientes países mostraron su interés en albergar la competición:
AFC
- Irán[1]
- India[2]
- Uzbekistán (host)

CONCACAF
- Estados Unidos (Host)
- México (Host)
- Guatemala (Host)
- Nicaragua

CAF
- Marruecos[3]

Finalmente, sólo la candidatura de Uzbekistán fue oficializada y el país fue seleccionado como anfitrión por el consejo de la FIFA el 23 de junio de 2023.

### Sedes
La FIFA investigó los estadios de las ciudades uzbekas de Taskent, Bujará, Andijon y Ferganá. Después de recibir los derechos de organización, Uzbekistán propuso cuatro sedes para el torneo, todas ellas en la capital, Taskent. Taskent, Bujará y Andijon fueron confirmadas como las tres ciudades anfitrionas el 19 de abril de 2024.
| Uzbekistán                       | Uzbekistán                       | Uzbekistán        |
| Andijon                          | Bujará                           | Taskent           |
| -------------------------------- | -------------------------------- | ----------------- |
| Andijan Universal Sports Complex | Bukhara Universal Sports Complex | Humo Arena        |
| Capacidad: 4.000                 | Capacidad: 4.000                 | Capacidad: 12.500 |
|                                  |                                  |                   |
| Andijon Bujará Taskent           |                                  |                   |

### Calendario
| FG | Fase de grupos | 1/8 | Octavos de final                       |
| FG | Fase de grupos | 1/4 | Cuartos de final                       |
| FG | Fase de grupos | 1/2 | Semifinales                            |
| FG | Fase de grupos | F   | Final (y partido por el tercer puesto) |

| Septiembre y octubre de 2024 | 14 Sáb | 15 Dom | 16 Lun | 17 Mar | 18 Mié | 19 Jue | 20 Vie | 21 Sáb | 22 Dom | 23 Lun | 24 Mar  | 25 Mié  | 26 Jue  | 27 Vie  | 28 Sáb | 29 Dom  | 30 Lun  | 1 Mar | 2 Mié   | 3 Jue   | 4 Vie | 5 Sáb | 6 Dom |
| ---------------------------- | ------ | ------ | ------ | ------ | ------ | ------ | ------ | ------ | ------ | ------ | ------- | ------- | ------- | ------- | ------ | ------- | ------- | ----- | ------- | ------- | ----- | ----- | ----- |
| Fase (no. de partidos)       | FG (4) | FG (4) | FG (4) | FG (4) | FG (4) | FG (4) | FG (4) | FG (4) | FG (4) |        | 1/8 (2) | 1/8 (2) | 1/8 (2) | 1/8 (2) |        | 1/4 (2) | 1/4 (2) |       | 1/2 (1) | 1/2 (1) |       |       | F (2) |

### Sorteo
El 26 de mayo de 2024 se realizó el sorteo de la fase de grupos. Las selecciones clasificadas se distribuyeron en cuatro bombos o copas con seis equipos cada uno, entrando Uzbekistán en el Bombo 1 como anfitrión y el resto de equipos en función de su clasificación en el ranking FIFA de futsal. Los grupos se formaron asignando por sorteo a un equipo de cada bombo.
| Bombo 1                     | Bombo 2        | Bombo 3            | Bombo 4           |
| --------------------------- | -------------- | ------------------ | ----------------- |
| Uzbekistán (11 - anfitrión) | Marruecos (6)  | Croacia (16)       | Países Bajos (36) |
| Brasil (1)                  | Kazajistán (8) | Nueva Zelanda (19) | Guatemala (40)    |
| Portugal (2)                | Tailandia (9)  | Venezuela (21)     | Panamá (44)       |
| España (3)                  | Francia (10)   | Afganistán (30)    | Angola (47)       |
| Irán (4)                    | Ucrania (12)   | Costa Rica (31)    | Libia (50)        |
| Argentina (5)               | Paraguay (13)  | Tayikistán (34)    | Cuba (78)         |

### Árbitros
La Comisión de Árbitros de la FIFA designó a 39 colegiados de 31 países de todas las confederaciones de la FIFA para oficiar los partidos del torneo.
AFC
- Fahad Badir Ali Mohamed Alhosani

- Ran An

- Pornnarong Grairod

- Hiroyuki Kobayashi

- Ebrahim Mehrabi Afshar

- Anatoliy Rubakov

- Ryan Shepheard

- Trương Quốc Dũng

CAF
- Tarek Elkhataby

- Mohamed Youssef

- Khalid Hnich

- Aymen Kammoun

CONCACAF
- Reinier Fiss

- Jorge Flores

- Ricardo Lay

- Roberto López

- Diego Molina

- Josh Wilkens

Conmebol
- Cristian Espíndola

- Daniel Manrique

- Daniel Rodríguez

- Rolly Alexander Rojas

- Lautaro Romero

- Anelize Schulz

- Bill Rafael Villalba

- Oriana Zambrano

OFC
- Anthony Riley

- Chris Sinclair

UEFA
- Cristiano Cardoso

- Ondřej Černý

- Juan José Cordero

- Eduardo Fernandes

- Damian Grabowski

- Nikola Jelić

- Nicola Manzione

- Alejandro Martínez

- Daniel Matković

- Dejan Veselič

Árbitro de soporte
- Jianqiao Liu

## Fase de grupos
- Los horarios corresponden a la hora de Uzbekistán (UTC+05:00).
- Los 24 equipos se dividieron en 6 grupos de cuatro equipos cada uno. Los primeros y segundos de cada grupo y los cuatro mejores terceros se clasificaron para la fase final de eliminación directa (octavos de final, cuartos de final, semifinales, tercer puesto y final).
- En caso de empate a puntos, el orden de clasificación de las selecciones en cada grupo se determinó de la manera siguiente:[12]

1. Diferencia de goles en todos los partidos de grupo.
2. Mayor número de goles marcados en todos los partidos de grupo.
3. Mayor número de puntos obtenidos en los partidos de grupo entre las selecciones en cuestión.
4. Diferencia de goles en los partidos de grupo entre las selecciones en cuestión.
5. Mayor número de goles marcados en los partidos de grupo entre las selecciones en cuestión.
6. Mayor número de puntos de conducta, calculados en función de las tarjetas amarillas o rojas que obtienen los equipos.
7. Sorteo por parte de la comisión organizadora de la FIFA.

### Grupo A
| Equipo       | Pts | PJ | PG | PE | PP | GF | GC | Dif |
| ------------ | --- | -- | -- | -- | -- | -- | -- | --- |
| Paraguay     | 6   | 3  | 2  | 0  | 1  | 11 | 8  | 3   |
| Países Bajos | 5   | 3  | 1  | 2  | 0  | 10 | 7  | 3   |
| Costa Rica   | 4   | 3  | 1  | 1  | 1  | 9  | 10 | -1  |
| Uzbekistán   | 1   | 3  | 0  | 1  | 2  | 7  | 12 | -5  |

| 14 de septiembre de 2024 | Paraguay                                                           | 5:2 (1:1) | Costa Rica                   | Humo Arena, Taskent                                          |                                                              |
| 17:30                    | - Salas 1' - Méndez 11' - Pascottini 11' - Báez 24' - Martínez 39' | Reporte   | - Cabalceta 7' - Cubillo 17' | Asistencia: 5658 espectadores Árbitro(s): Pornnarong Grairod | Asistencia: 5658 espectadores Árbitro(s): Pornnarong Grairod |

| 14 de septiembre de 2024 | Uzbekistán                                 | 3:3 (1:1) | Países Bajos                          | Humo Arena, Taskent                                    |                                                        |
| 20:00                    | - Tulkinov 16' - Ropiev 36' - Nishonov 40' | Reporte   | - Ceyar 4' - Ouaddouh 28' (pen.), 37' | Asistencia: 7561 espectadores Árbitro(s): Khalid Hnich | Asistencia: 7561 espectadores Árbitro(s): Khalid Hnich |

| 17 de septiembre de 2024 | Costa Rica                   | 2:2 (1:1) | Países Bajos                   | Humo Arena, Taskent                                      |                                                          |
| 17:30                    | - Ceyar 7' (a.g.) - León 32' | Reporte   | - Bouzambou 19' - Ouaddouh 21' | Asistencia: 1481 espectadores Árbitro(s): Lautaro Romero | Asistencia: 1481 espectadores Árbitro(s): Lautaro Romero |

| 17 de septiembre de 2024 | Uzbekistán     | 1:4 (0:2) | Paraguay                                             | Humo Arena, Taskent                                    |                                                        |
| 20:00                    | - Nishonov 36' | Reporte   | - Espinoza 16' - Báez 17' - Martínez 24' - Salas 26' | Asistencia: 9081 espectadores Árbitro(s): Reinier Fiss | Asistencia: 9081 espectadores Árbitro(s): Reinier Fiss |

| 20 de septiembre de 2024 | Costa Rica                                                          | 5:3 (2:1) | Uzbekistán                                | Humo Arena, Taskent                                      |                                                          |
| 20:00                    | - Cubillo 4' - León 20' - Chavarría 32' - Cabalceta 33' - Salas 38' | Reporte   | - Adilov 14' - Hamroev 27' - Berkinov 30' | Asistencia: 8025 espectadores Árbitro(s): Anelize Schulz | Asistencia: 8025 espectadores Árbitro(s): Anelize Schulz |

| 20 de septiembre de 2024 | Países Bajos                                    | 5:2 (2:1) | Paraguay                      | Universal Sports Complex, Bujará                             |                                                              |
| 20:00                    | - Martinus 7' - Cretier 8', 35' - Chih 28', 37' | Reporte   | - Pascottini 17' - Suárez 23' | Asistencia: 2411 espectadores Árbitro(s): Hiroyuki Kobayashi | Asistencia: 2411 espectadores Árbitro(s): Hiroyuki Kobayashi |

### Grupo B
| Equipo    | Pts | PJ | PG | PE | PP | GF | GC | Dif |
| --------- | --- | -- | -- | -- | -- | -- | -- | --- |
| Brasil    | 9   | 3  | 3  | 0  | 0  | 27 | 2  | 25  |
| Tailandia | 6   | 3  | 2  | 0  | 1  | 13 | 15 | -2  |
| Croacia   | 3   | 3  | 1  | 0  | 2  | 9  | 10 | -1  |
| Cuba      | 0   | 3  | 0  | 0  | 3  | 5  | 27 | -22 |

| 14 de septiembre de 2024 | Croacia       | 1:2 (0:1) | Tailandia                         | Universal Sports Complex, Bujará                             |                                                              |
| 15:00                    | - Sekulić 31' | Reporte   | - Osamanmusa 3' - Jungwongsuk 30' | Asistencia: 1250 espectadores Árbitro(s): Cristian Espíndola | Asistencia: 1250 espectadores Árbitro(s): Cristian Espíndola |

| 14 de septiembre de 2024 | Brasil                                                                                                   | 10:0 (4:0) | Cuba | Universal Sports Complex, Bujará                       |                                                        |
| 17:30                    | - Marcel 2', 23', 33' - Neguinho 11' - Marlon 13', 23', 39' - Felipe Valério 13' - Pito 25' - Arthur 28' | Reporte    |      | Asistencia: 2045 espectadores Árbitro(s): Ondřej Černý | Asistencia: 2045 espectadores Árbitro(s): Ondřej Černý |

| 17 de septiembre de 2024 | Tailandia | 10:5 (3:3) | Cuba                                                          | Universal Sports Complex, Bujará                            |                                                             |
| 17:30                    | - Aransanyalak 6' - Jungwongsuk 12' - Thueanklang 14', 26' - Praphaphan 29', 29' - Osamanmusa 29', 37' - Chaemcharoen 32' - Phalaphruek 39' | Reporte    | - Valiente 4' - Morejón 16', 37' - Cotilla 16' - Martínez 30' | Asistencia: 1341 espectadores Árbitro(s): Cristiano Cardoso | Asistencia: 1341 espectadores Árbitro(s): Cristiano Cardoso |

| 17 de septiembre de 2024 | Brasil                                                                                        | 8:1 (4:1) | Croacia         | Universal Sports Complex, Bujará                          |                                                           |
| 20:00                    | - Pito 13' (25) - Dyego 17' (d.p.) - Marcel 18' (24) - Neguinho 19' - Arthur 29' - Rafael 37' | Reporte   | - Marinović 15' | Asistencia: 2382 espectadores Árbitro(s): Ebrahim Mehrabi | Asistencia: 2382 espectadores Árbitro(s): Ebrahim Mehrabi |

| 20 de septiembre de 2024 | Cuba | 0:7 (0:2) | Croacia                                                                    | Humo Arena, Taskent                                       |                                                           |
| 17:30                    |      | Reporte   | - Čekol 2', 27' - Vukmir 13' - Perić 23', 31' - Marinović 25' - Mataja 31' | Asistencia: 1528 espectadores Árbitro(s): Nicola Manzione | Asistencia: 1528 espectadores Árbitro(s): Nicola Manzione |

| 20 de septiembre de 2024 | Tailandia        | 1:9 (1:3) | Brasil | Universal Sports Complex, Bujará                       |                                                        |
| 17:30                    | - Osamanmusa 20' | Reporte   | - Marcel 6', 20', 36' - Felipe Valério 11' - Pito 22', 31' - Marlon 24' - Wongkaeo 27' (a.g.) - Ferrão 37' | Asistencia: 2040 espectadores Árbitro(s): Diego Molina | Asistencia: 2040 espectadores Árbitro(s): Diego Molina |

### Grupo C
| Equipo     | Pts | PJ | PG | PE | PP | GF | GC | Dif |
| ---------- | --- | -- | -- | -- | -- | -- | -- | --- |
| Argentina  | 9   | 3  | 3  | 0  | 0  | 18 | 7  | 11  |
| Ucrania    | 6   | 3  | 2  | 0  | 1  | 12 | 10 | 2   |
| Afganistán | 3   | 3  | 1  | 0  | 2  | 8  | 10 | -2  |
| Angola     | 0   | 3  | 0  | 0  | 3  | 11 | 22 | -11 |

| 15 de septiembre de 2024 | Afganistán                                                                               | 6:4 (5:2) | Angola                                                   | Humo Arena, Taskent                                     |                                                         |
| 17:30                    | - Mahmoodi 2' - Qanbari 7' - Mohammadi 10' - Norowzi 14' - Kazemi 16' - Hossein Poor 40' | Reporte   | - Safari 3' (a.g.) - Adérito 7', 36' - Moradi 40' (a.g.) | Asistencia: 2106 espectadores Árbitro(s): Dejan Veselič | Asistencia: 2106 espectadores Árbitro(s): Dejan Veselič |

| 15 de septiembre de 2024 | Argentina                                                                               | 7:1 (2:1) | Ucrania        | Humo Arena, Taskent                                     |                                                         |
| 20:00                    | - Arrieta 19' (pen.), 32' - Brandi 19' - Rosa 21' - Borruto 30', 40' - Bolo Alemany 38' | Reporte   | - Shoturma 18' | Asistencia: 3086 espectadores Árbitro(s): Anthony Riley | Asistencia: 3086 espectadores Árbitro(s): Anthony Riley |

| 18 de septiembre de 2024 | Angola                  | 2:7 (1:3) | Ucrania                                                                                      | Humo Arena, Taskent                              |                                                  |
| 17:30                    | - Helber 17' - Vedo 40' | Reporte   | - Zhuk 7' (pen.) - Korsun 13', 16' - Melnyk 26' - Zvarych 28' - Cherniavskyi 32' - Shved 40' | Asistencia: 1374 espectadores Árbitro(s): Ran An | Asistencia: 1374 espectadores Árbitro(s): Ran An |

| 18 de septiembre de 2024 | Argentina      | 2:1 (1:0) | Afganistán             | Humo Arena, Taskent                                         |                                                             |
| 20:00                    | - Rosa 3', 33' | Reporte   | - Sarmiento 32' (a.g.) | Asistencia: 3442 espectadores Árbitro(s): Eduardo Fernandes | Asistencia: 3442 espectadores Árbitro(s): Eduardo Fernandes |

| 21 de septiembre de 2024 | Angola                                               | 5:9 (3:4) | Argentina                                                                                | Humo Arena, Taskent                                      |                                                          |
| 20:00                    | - Jó 1', 2' (10) - Claudino 32' (a.g.) - Adérito 33' | Reporte   | - Brandi 7', 17', 34', 34', 35' - Borruto 13' - Arrieta 18' - Tripodi 31' - Claudino 33' | Asistencia: 4449 espectadores Árbitro(s): Chris Sinclair | Asistencia: 4449 espectadores Árbitro(s): Chris Sinclair |

| 21 de septiembre de 2024 | Ucrania                                              | 4:1 (2:0) | Afganistán    | Universal Sports Complex, Andijon                      |                                                        |
| 20:00                    | - Zhuk 15' - Abakshyn 16' - Zvarych 37' - Korsun 38' | Reporte   | - Gholami 26' | Asistencia: 2090 espectadores Árbitro(s): Jorge Flores | Asistencia: 2090 espectadores Árbitro(s): Jorge Flores |

### Grupo D
| Equipo        | Pts | PJ | PG | PE | PP | GF | GC | Dif |
| ------------- | --- | -- | -- | -- | -- | -- | -- | --- |
| España        | 7   | 3  | 2  | 1  | 0  | 16 | 2  | 14  |
| Kazajistán    | 7   | 3  | 2  | 1  | 0  | 15 | 2  | 13  |
| Libia         | 3   | 3  | 1  | 0  | 2  | 4  | 13 | -9  |
| Nueva Zelanda | 0   | 3  | 0  | 0  | 3  | 2  | 20 | -18 |

| 15 de septiembre de 2024 | Nueva Zelanda | 1:3 (0:1) | Libia                                   | Universal Sports Complex, Andijon                          |                                                            |
| 15:00                    | - Ditfort 40' | Reporte   | - Khamis 7' - Zreeg 29' - Abuksheam 40' | Asistencia: 1195 espectadores Árbitro(s): Anatoliy Rubakov | Asistencia: 1195 espectadores Árbitro(s): Anatoliy Rubakov |

| 15 de septiembre de 2024 | España         | 1:1 (1:1) | Kazajistán  | Universal Sports Complex, Andijon                       |                                                         |
| 17:30                    | - Gordillo 17' | Reporte   | - Orazov 1' | Asistencia: 1808 espectadores Árbitro(s): Roberto López | Asistencia: 1808 espectadores Árbitro(s): Roberto López |

| 18 de septiembre de 2024 | Libia                | 1:4 (1:3) | Kazajistán                                                             | Universal Sports Complex, Andijon                          |                                                            |
| 17:30                    | - Mohamed Khamis 17' | Reporte   | - Abraheem Suhayb 15' (a.g.) - Orazov 17' - Rashit 18' - Akbalikov 35' | Asistencia: 1572 espectadores Árbitro(s): Daniel Rodríguez | Asistencia: 1572 espectadores Árbitro(s): Daniel Rodríguez |

| 18 de septiembre de 2024 | España                                                                       | 7:1 (1:1) | Nueva Zelanda | Universal Sports Complex, Andijon                         |                                                           |
| 20:00                    | - Mellado 12' - Gómez 21' - Catela 25', 32', 33' - Gordillo 26' - Campos 30' | Reporte   | - Twigg 6'    | Asistencia: 1572 espectadores Árbitro(s): Mohamed Youssef | Asistencia: 1572 espectadores Árbitro(s): Mohamed Youssef |

| 21 de septiembre de 2024 | Kazajistán                                                                                    | 10:0 (4:0) | Nueva Zelanda | Humo Arena, Taskent                                   |                                                       |
| 17:30                    | - Turegazin 9' - Daribay 12' - Knaub 15', 21', 23', 37' - Leo 21', 30' - Wisnewski 31' (a.g.) | Reporte    |               | Asistencia: 3828 espectadores Árbitro(s): Ricardo Lay | Asistencia: 3828 espectadores Árbitro(s): Ricardo Lay |

| 21 de septiembre de 2024 | Libia | 0:8 (0:5) | España                                                                                    | Universal Sports Complex, Andijon                        |                                                          |
| 17:30                    |       | Reporte   | - Mellado 9', 16', 28' - Fernández 10' - Cortés 15', 29' - Catela 19', 20' - Gordillo 32' | Asistencia: 1703 espectadores Árbitro(s): Fahad Alhosani | Asistencia: 1703 espectadores Árbitro(s): Fahad Alhosani |

### Grupo E
| Equipo     | Pts | PJ | PG | PE | PP | GF | GC | Dif |
| ---------- | --- | -- | -- | -- | -- | -- | -- | --- |
| Portugal   | 9   | 3  | 3  | 0  | 0  | 17 | 4  | 13  |
| Marruecos  | 6   | 3  | 2  | 0  | 1  | 11 | 9  | 2   |
| Panamá     | 3   | 3  | 1  | 0  | 2  | 12 | 19 | -7  |
| Tayikistán | 0   | 3  | 0  | 0  | 3  | 7  | 15 | -8  |

| 16 de septiembre de 2024 | Portugal | 10:1 (8:0) | Panamá                | Humo Arena, Taskent                                      |                                                          |
| 17:30                    | - Peñaloza 5' (a.g.) - Afonso 6', 16' - Bruno Coelho 8' - Tomás Paçó 11' - Erick 12' - André 17', 29' - Kutchy 20' - Pany 37' | Reporte    | - Maquensi 35' (pen.) | Asistencia: 2078 espectadores Árbitro(s): Ryan Shepheard | Asistencia: 2078 espectadores Árbitro(s): Ryan Shepheard |

| 16 de septiembre de 2024 | Tayikistán                   | 2:4 (0:1) | Marruecos                                               | Humo Arena, Taskent                                       |                                                           |
| 20:00                    | - Rizomov 34' - Sardorov 39' | Reporte   | - Boumezou 1', 29' - Charraoui 37' - Raiss El-Fenni 38' | Asistencia: 3959 espectadores Árbitro(s): Oriana Zambrano | Asistencia: 3959 espectadores Árbitro(s): Oriana Zambrano |

| 19 de septiembre de 2024 | Marruecos                                                         | 6:3 (3:1) | Panamá                                  | Humo Arena, Taskent                                       |                                                           |
| 17:30                    | - El Mesrar 2', 39' - Charraoui 6', 17' - Raiss El-Fenni 22', 36' | Reporte   | - Ortiz 16' - Campos 27' - Maquensi 33' | Asistencia: 1291 espectadores Árbitro(s): Daniel Manrique | Asistencia: 1291 espectadores Árbitro(s): Daniel Manrique |

| 19 de septiembre de 2024 | Portugal                          | 3:2 (2:0) | Tayikistán               | Humo Arena, Taskent                                    |                                                        |
| 20:00                    | - Pany 2' - Zicky 11' - Erick 28' | Reporte   | - Aliev 27' - Soliev 40' | Asistencia: 3239 espectadores Árbitro(s): Jorge Flores | Asistencia: 3239 espectadores Árbitro(s): Jorge Flores |

| 22 de septiembre de 2024 | Marruecos       | 1:4 (0:2) | Portugal                                              | Humo Arena, Taskent                                       |                                                           |
| 17:30                    | - El Mesrar 34' | Reporte   | - Erick 2' - Bruno Coelho 19' (pen.), 22' - Zicky 39' | Asistencia: 2077 espectadores Árbitro(s): Rafael Villalba | Asistencia: 2077 espectadores Árbitro(s): Rafael Villalba |

| 22 de septiembre de 2024 | Panamá                                                                                                   | 8:3 (3:1) | Tayikistán                                  | Universal Sports Complex, Bujará                           |                                                            |
| 17:30                    | - Salomov 14' (a.g.) - Forero 14' - Milord 20' - Maquensi 31' - Caballero 38', 39' - Castrellón 39', 39' | Reporte   | - Alimakhmadov 5' - Rizomov 27' - Yorov 35' | Asistencia: 1572 espectadores Árbitro(s): Damian Grabowski | Asistencia: 1572 espectadores Árbitro(s): Damian Grabowski |

### Grupo F
| Equipo    | Pts | PJ | PG | PE | PP | GF | GC | Dif |
| --------- | --- | -- | -- | -- | -- | -- | -- | --- |
| Irán      | 9   | 3  | 3  | 0  | 0  | 19 | 5  | 14  |
| Francia   | 6   | 3  | 2  | 0  | 1  | 13 | 9  | 4   |
| Venezuela | 3   | 3  | 1  | 0  | 2  | 11 | 17 | -6  |
| Guatemala | 0   | 3  | 0  | 0  | 3  | 10 | 22 | -12 |

| 16 de septiembre de 2024 | Irán                                                                | 7:1 (4:1) | Venezuela     | Universal Sports Complex, Bujará                       |                                                        |
| 17:30                    | - Aghapour 8', 23' - Karimi 10', 13' - Azimi 19', 39' - Davoudi 27' | Reporte   | - Francia 15' | Asistencia: 1694 espectadores Árbitro(s): Nikola Jelić | Asistencia: 1694 espectadores Árbitro(s): Nikola Jelić |

| 16 de septiembre de 2024 | Guatemala                                  | 3:6 (3:2) | Francia                                                                         | Universal Sports Complex, Bujará                        |                                                         |
| 20:00                    | - Sandoval 2' - Alvarado 10' - P. Ruíz 20' | Reporte   | - Tchaptchet 13', 18' - Mouhoudine 21' - Ramirez 31' - Mohammed 32' - Lutin 37' | Asistencia: 2079 espectadores Árbitro(s): Ayman Kammoun | Asistencia: 2079 espectadores Árbitro(s): Ayman Kammoun |

| 19 de septiembre de 2024 | Irán                                                                                       | 9:4 (3:3) | Guatemala                                      | Universal Sports Complex, Bujará                             |                                                              |
| 17:30                    | - Ahmad Abbasi 6', 27', 40' - Aghapour 11', 21' - Tayebi 14', 37' - Azimi 25' - Karimi 32' | Reporte   | - P. Ruíz 6', 15' - Sandoval 20' - Santizo 38' | Asistencia: 1209 espectadores Árbitro(s): Alejandro Martínez | Asistencia: 1209 espectadores Árbitro(s): Alejandro Martínez |

| 19 de septiembre de 2024 | Francia                                                                              | 7:3 (3:2) | Venezuela                         | Universal Sports Complex, Bujará                           |                                                            |
| 20:00                    | - Menendez 6' - Saadaoui 17' - Ramirez 19', 38' - Touré 26' - Lutin 33' - Belhaj 39' | Reporte   | - Briceño 14', 22' - Viamonte 14' | Asistencia: 1726 espectadores Árbitro(s): Trương Quốc Dũng | Asistencia: 1726 espectadores Árbitro(s): Trương Quốc Dũng |

| 22 de septiembre de 2024 | Francia     | 1:4 (0:0) | Irán                                                  | Universal Sports Complex, Bujará                          |                                                           |
| 20:00                    | - Touré 37' | Reporte   | - Aghapour 25', 37' - Oladghobad 28' - Rafieipour 30' | Asistencia: 2641 espectadores Árbitro(s): Tarek Elkhataby | Asistencia: 2641 espectadores Árbitro(s): Tarek Elkhataby |

| 22 de septiembre de 2024 | Venezuela                                                                     | 7:3 (2:1) | Guatemala                                 | Humo Arena, Taskent                                       |                                                           |
| 20:00                    | - Briceño 1', 33', 36' - Cabarcas 18' - Carreño 25' - Viamonte 27' - Sanz 35' | Reporte   | - Paniagua 16' - Sandoval 32' - Tagre 40' | Asistencia: 2650 espectadores Árbitro(s): Daniel Matković | Asistencia: 2650 espectadores Árbitro(s): Daniel Matković |

### Mejores terceros
- Las cuatro mejores selecciones de las que queden en tercer lugar se determinaron de la siguiente manera:

1. Mayor número de puntos obtenidos en todos los partidos de grupo.
2. Diferencia de goles en todos los partidos de grupo.
3. Mayor número de goles marcados en todos los partidos de grupo.
4. Sorteo por parte de la comisión organizadora de la FIFA.

| Equipo     | Gr | Pts | PJ | PG | PE | PP | GF | GC | Dif |
| ---------- | -- | --- | -- | -- | -- | -- | -- | -- | --- |
| Costa Rica | A  | 4   | 3  | 1  | 1  | 1  | 9  | 10 | -1  |
| Croacia    | B  | 3   | 3  | 1  | 0  | 2  | 9  | 10 | -1  |
| Afganistán | C  | 3   | 3  | 1  | 0  | 2  | 8  | 10 | -2  |
| Venezuela  | F  | 3   | 3  | 1  | 0  | 2  | 11 | 17 | -6  |
| Panamá     | E  | 3   | 3  | 1  | 0  | 2  | 12 | 19 | -7  |
| Libia      | D  | 3   | 3  | 1  | 0  | 2  | 4  | 13 | -9  |

El cuadro de enfrentamientos de los mejores terceros en los partidos de octavos está basado en el siguiente formato, según la sección 6 del artículo 13 del reglamento del torneo:
| Mejores terceros clasificados en fase de grupos | Mejores terceros clasificados en fase de grupos | Mejores terceros clasificados en fase de grupos | Mejores terceros clasificados en fase de grupos | Mejores terceros clasificados en fase de grupos | Mejores terceros clasificados en fase de grupos | 1.º A vs. | 1.º B vs. | 1.º C vs. | 1.º D vs. |
| ----------------------------------------------- | ----------------------------------------------- | ----------------------------------------------- | ----------------------------------------------- | ----------------------------------------------- | ----------------------------------------------- | --------- | --------- | --------- | --------- |
| A                                               | B                                               | C                                               | D                                               |                                                 |                                                 | 3C        | 3D        | 3A        | 3B        |
| A                                               | B                                               | C                                               |                                                 | E                                               |                                                 | 3C        | 3A        | 3B        | 3E        |
| A                                               | B                                               | C                                               |                                                 |                                                 | F                                               | 3C        | 3A        | 3B        | 3F        |
| A                                               | B                                               |                                                 | D                                               | E                                               |                                                 | 3D        | 3A        | 3B        | 3E        |
| A                                               | B                                               |                                                 | D                                               |                                                 | F                                               | 3D        | 3A        | 3B        | 3F        |
| A                                               | B                                               |                                                 |                                                 | E                                               | F                                               | 3E        | 3A        | 3B        | 3F        |
| A                                               |                                                 | C                                               | D                                               | E                                               |                                                 | 3C        | 3D        | 3A        | 3E        |
| A                                               |                                                 | C                                               | D                                               |                                                 | F                                               | 3C        | 3D        | 3A        | 3F        |
| A                                               |                                                 | C                                               |                                                 | E                                               | F                                               | 3C        | 3A        | 3F        | 3E        |
| A                                               |                                                 |                                                 | D                                               | E                                               | F                                               | 3D        | 3A        | 3F        | 3E        |
|                                                 | B                                               | C                                               | D                                               | E                                               |                                                 | 3C        | 3D        | 3B        | 3E        |
|                                                 | B                                               | C                                               | D                                               |                                                 | F                                               | 3C        | 3D        | 3B        | 3F        |
|                                                 | B                                               | C                                               |                                                 | E                                               | F                                               | 3E        | 3C        | 3B        | 3F        |
|                                                 | B                                               |                                                 | D                                               | E                                               | F                                               | 3E        | 3D        | 3B        | 3F        |
|                                                 |                                                 | C                                               | D                                               | E                                               | F                                               | 3C        | 3D        | 3F        | 3E        |

## Fase final

### Cuadro de desarrollo
|  | Octavos de final       | Octavos de final       |           |            | Cuartos de final      | Cuartos de final      |  |           | Semifinales      | Semifinales      |         |                        | Final                  | Final        |  |
|  | 24 al 27 de septiembre | 24 al 27 de septiembre |           |            | 29 y 30 de septiembre | 29 y 30 de septiembre |  |           | 2 y 3 de octubre | 2 y 3 de octubre |         |                        | 6 de octubre           | 6 de octubre |  |
|  |                        |                        |           |            |                       |                       |  |           |                  |                  |         |                        |                        |              |  |
|  |                        |                        |           |            |                       |                       |  |           |                  |                  |         |                        |                        |              |  |
|  | Países Bajos           | 1                      |           |            |                       |                       |  |           |                  |                  |         |                        |                        |              |  |
|  | Países Bajos           | 1                      |           |            |                       |                       |  |           |                  |                  |         |                        |                        |              |  |
|  | Ucrania                | 3                      |           |            |                       |                       |  |           |                  |                  |         |                        |                        |              |  |
|  | Ucrania                | 3                      |           | Ucrania    | 9                     |                       |  |           |                  |                  |         |                        |                        |              |  |
|  |                        |                        |           | Ucrania    | 9                     |                       |  |           |                  |                  |         |                        |                        |              |  |
|  |                        |                        | Venezuela | 4          |                       |                       |  |           |                  |                  |         |                        |                        |              |  |
|  | España                 | 1                      | Venezuela | 4          |                       |                       |  |           |                  |                  |         |                        |                        |              |  |
|  | España                 | 1                      |           |            |                       |                       |  |           |                  |                  |         |                        |                        |              |  |
|  | Venezuela              | 2                      |           |            |                       |                       |  |           |                  |                  |         |                        |                        |              |  |
|  | Venezuela              | 2                      |           |            |                       |                       |  | Ucrania   | 2                |                  |         |                        |                        |              |  |
|  |                        |                        |           |            |                       |                       |  | Ucrania   | 2                |                  |         |                        |                        |              |  |
|  |                        |                        | Brasil    | 3          |                       |                       |  |           |                  |                  |         |                        |                        |              |  |
|  | Brasil                 | 5                      | Brasil    | 3          |                       |                       |  |           |                  |                  |         |                        |                        |              |  |
|  | Brasil                 | 5                      |           |            |                       |                       |  |           |                  |                  |         |                        |                        |              |  |
|  | Costa Rica             | 0                      |           |            |                       |                       |  |           |                  |                  |         |                        |                        |              |  |
|  | Costa Rica             | 0                      |           | Brasil     | 3                     |                       |  |           |                  |                  |         |                        |                        |              |  |
|  |                        |                        |           | Brasil     | 3                     |                       |  |           |                  |                  |         |                        |                        |              |  |
|  |                        |                        | Marruecos | 1          |                       |                       |  |           |                  |                  |         |                        |                        |              |  |
|  | Irán                   | 3                      | Marruecos | 1          |                       |                       |  |           |                  |                  |         |                        |                        |              |  |
|  | Irán                   | 3                      |           |            |                       |                       |  |           |                  |                  |         |                        |                        |              |  |
|  | Marruecos              | 4                      |           |            |                       |                       |  |           |                  |                  |         |                        |                        |              |  |
|  | Marruecos              | 4                      |           |            |                       |                       |  |           |                  |                  |         | Brasil                 | 2                      |              |  |
|  |                        |                        |           |            |                       |                       |  |           |                  |                  |         | Brasil                 | 2                      |              |  |
|  |                        |                        | Argentina | 1          |                       |                       |  |           |                  |                  |         |                        |                        |              |  |
|  | Portugal               | 1                      | Argentina | 1          |                       |                       |  |           |                  |                  |         |                        |                        |              |  |
|  | Portugal               | 1                      |           |            |                       |                       |  |           |                  |                  |         |                        |                        |              |  |
|  | Kazajistán             | 2                      |           |            |                       |                       |  |           |                  |                  |         |                        |                        |              |  |
|  | Kazajistán             | 2                      |           | Kazajistán | 1                     |                       |  |           |                  |                  |         |                        |                        |              |  |
|  |                        |                        |           | Kazajistán | 1                     |                       |  |           |                  |                  |         |                        |                        |              |  |
|  |                        |                        | Argentina | 6          |                       |                       |  |           |                  |                  |         |                        |                        |              |  |
|  | Argentina              | 2                      | Argentina | 6          |                       |                       |  |           |                  |                  |         |                        |                        |              |  |
|  | Argentina              | 2                      |           |            |                       |                       |  |           |                  |                  |         |                        |                        |              |  |
|  | Croacia                | 0                      |           |            |                       |                       |  |           |                  |                  |         |                        |                        |              |  |
|  | Croacia                | 0                      |           |            |                       |                       |  | Argentina | 3                |                  |         |                        |                        |              |  |
|  |                        |                        |           |            |                       |                       |  | Argentina | 3                |                  |         |                        |                        |              |  |
|  |                        |                        | Francia   | 2          |                       |                       |  |           |                  |                  |         |                        |                        |              |  |
|  | Tailandia              | 2                      | Francia   | 2          |                       |                       |  |           |                  |                  |         |                        |                        |              |  |
|  | Tailandia              | 2                      |           |            |                       |                       |  |           |                  |                  |         |                        |                        |              |  |
|  | Francia                | 5                      |           |            |                       |                       |  |           |                  |                  |         |                        |                        |              |  |
|  | Francia                | 5                      |           | Francia    | 2                     |                       |  |           |                  |                  |         | Tercer y cuarto puesto | Tercer y cuarto puesto |              |  |
|  |                        |                        |           | Francia    | 2                     |                       |  |           |                  |                  |         | Tercer y cuarto puesto | Tercer y cuarto puesto |              |  |
|  |                        |                        | Paraguay  | 1          |                       |                       |  |           |                  |                  |         |                        |                        |              |  |
|  | Paraguay (t.s.)        | 3                      | Paraguay  | 1          |                       |                       |  |           |                  |                  | Ucrania | 7                      |                        |              |  |
|  | Paraguay (t.s.)        | 3                      |           |            |                       |                       |  |           |                  |                  | Ucrania | 7                      |                        |              |  |
|  | Afganistán             | 1                      |           |            |                       |                       |  |           |                  |                  |         |                        | Francia                | 1            |  |
|  | Afganistán             | 1                      |           |            |                       |                       |  |           |                  |                  |         |                        | Francia                | 1            |  |
|  |                        |                        |           |            |                       |                       |  |           |                  |                  |         |                        |                        |              |  |

### Octavos de final
| 24 de septiembre de 2024 | Brasil                                                                  | 5:0 (2:0) | Costa Rica | Universal Sports Complex, Bujará                       |                                                        |
| 17:30                    | - Marcel 5' - Felipe Valério 12' - Leandro Lino 28' - Neguinho 36', 40' | Reporte   |            | Asistencia: 1471 espectadores Árbitro(s): Juan Cordero | Asistencia: 1471 espectadores Árbitro(s): Juan Cordero |

| 24 de septiembre de 2024 | Países Bajos    | 1:3 (0:1) | Ucrania                        | Humo Arena, Taskent                                        |                                                            |
| 20:00                    | - Bouzambou 29' | Reporte   | - Zvarych 6' - Melnyk 31', 40' | Asistencia: 1883 espectadores Árbitro(s): Daniel Rodríguez | Asistencia: 1883 espectadores Árbitro(s): Daniel Rodríguez |

| 25 de septiembre de 2024 | España      | 1:2 (0:1) | Venezuela                      | Universal Sports Complex, Andijon                |                                                  |
| 17:30                    | - Gómez 24' | Reporte   | - Villalobos 15' - Carreño 39' | Asistencia: 1235 espectadores Árbitro(s): Ran An | Asistencia: 1235 espectadores Árbitro(s): Ran An |

| 25 de septiembre de 2024 | Paraguay                                   | 3:1 (1:1, 0:1) (t. s.) | Afganistán     | Humo Arena, Taskent                                       |                                                           |
| 20:00                    | - Martínez 30' - Méndez 41' - Espinoza 42' | Reporte                | - Hossaini 15' | Asistencia: 1874 espectadores Árbitro(s): Mohamed Youssef | Asistencia: 1874 espectadores Árbitro(s): Mohamed Youssef |

| 26 de septiembre de 2024 | Irán                                           | 3:4 (1:4) | Marruecos                                                                | Universal Sports Complex, Bujará                          |                                                           |
| 17:30                    | - Derakhshani 4' - Tayebi 21' - Oladghobad 22' | Reporte   | - Bouzid 7' - Rafieipour 11' (a.g.) - El Mesrar 17' - Raiss El-Fenni 20' | Asistencia: 1954 espectadores Árbitro(s): Daniel Matković | Asistencia: 1954 espectadores Árbitro(s): Daniel Matković |

| 26 de septiembre de 2024 | Portugal    | 1:2 (0:1) | Kazajistán                         | Universal Sports Complex, Andijon                        |                                                          |
| 20:00                    | - Zicky 21' | Reporte   | - Yesenamanov 11' - Tursagulov 40' | Asistencia: 2825 espectadores Árbitro(s): Lautaro Romero | Asistencia: 2825 espectadores Árbitro(s): Lautaro Romero |

| 27 de septiembre de 2024 | Tailandia                       | 2:5 (0:1) | Francia                                                                 | Universal Sports Complex, Bujará                        |                                                         |
| 17:30                    | - Thueanklang 25' - Wingwon 33' | Reporte   | - Bendali 9' - Touré 23' - Mohammed 29' - Mouhoudine 38' - Saadaoui 39' | Asistencia: 1017 espectadores Árbitro(s): Anthony Riley | Asistencia: 1017 espectadores Árbitro(s): Anthony Riley |

| 27 de septiembre de 2024 | Argentina              | 2:0 (1:0) | Croacia | Humo Arena, Taskent                                        |                                                            |
| 20:00                    | - Brandi 2' - Rosa 24' | Reporte   |         | Asistencia: 2307 espectadores Árbitro(s): Anatoliy Rubakov | Asistencia: 2307 espectadores Árbitro(s): Anatoliy Rubakov |

### Cuartos de final
| 29 de septiembre de 2024 | Brasil                                      | 3:1 (2:0) | Marruecos      | Universal Sports Complex, Bujará                             |                                                              |
| 17:30                    | - Marcel 12' - Leandro Lino 18' - Dyego 29' | Reporte   | - Boumezou 35' | Asistencia: 2705 espectadores Árbitro(s): Alejandro Martínez | Asistencia: 2705 espectadores Árbitro(s): Alejandro Martínez |

| 29 de septiembre de 2024 | Ucrania | 9:4 (5:3) | Venezuela                                             | Humo Arena, Taskent                                       |                                                           |
| 20:00                    | - Abakshyn 5', 16', 18' - Shoturma 14' - Shved 20' - Semenchenko 21' - Sukhov 27' - Cherniavskyi 32' - Mykytiuk 38' | Reporte   | - Francia 6' - Viamonte 16' - Vidal 17' - Morillo 30' | Asistencia: 3209 espectadores Árbitro(s): Tarek Elkhataby | Asistencia: 3209 espectadores Árbitro(s): Tarek Elkhataby |

| 30 de septiembre de 2024 | Francia                     | 2:1 (0:0) | Paraguay       | Universal Sports Complex, Bujará                       |                                                        |
| 17:30                    | - Guirio 22' - Mohammed 35' | Reporte   | - Martínez 28' | Asistencia: 1115 espectadores Árbitro(s): Jorge Flores | Asistencia: 1115 espectadores Árbitro(s): Jorge Flores |

| 30 de septiembre de 2024 | Kazajistán       | 1:6 (0:0) | Argentina                                                                                 | Humo Arena, Taskent      |                          |
| 20:00                    | - Tursagulov 34' | Reporte   | - Rosa 22' - Claudino 27' - Arrieta 29' (pen.), 36' (pen.) - Corso 33' - Bolo Alemany 34' | Árbitro(s): Ondřej Černý | Árbitro(s): Ondřej Černý |

### Semifinales
| 2 de octubre de 2024 | Ucrania                         | 2:3 (1:0) | Brasil                                           | Humo Arena, Taskent                                     |                                                         |
| 20:00                | - Cherniavskyi 29' - Korsun 18' | Reporte   | - Semenchenko 21' (a.g.) - Dyego 23', 36' (d.p.) | Asistencia: 4208 espectadores Árbitro(s): Anthony Riley | Asistencia: 4208 espectadores Árbitro(s): Anthony Riley |

| 3 de octubre de 2024 | Argentina                                     | 3:2 (2:1) | Francia                   | Humo Arena, Taskent                                      |                                                          |
| 20:00                | - Arrieta 3' (pen.), 37' (d.p.) - Claudino 8' | Reporte   | - Menendez 6' - Touré 25' | Asistencia: 4539 espectadores Árbitro(s): Ryan Shepheard | Asistencia: 4539 espectadores Árbitro(s): Ryan Shepheard |

### Tercer puesto
| 6 de octubre de 2024 | Ucrania                                                                   | 7:1 (1:0) | Francia        | Humo Arena, Taskent                                        |                                                            |
| 17:30                | - Cherniavskyi 11' - Zvarych 22' - Zhuk 27', 28' - Abakshyn 30', 30', 33' | Reporte   | - Saadaoui 23' | Asistencia: 4890 espectadores Árbitro(s): Daniel Rodríguez | Asistencia: 4890 espectadores Árbitro(s): Daniel Rodríguez |

### Final
| 6 de octubre de 2024 | Brasil                   | 2:1 (2:0) | Argentina  | Humo Arena, Taskent                                          |                                                              |
| 20:00                | - Ferrão 6' - Rafael 13' | Reporte   | - Rosa 39' | Asistencia: 9029 espectadores Árbitro(s): Alejandro Martínez | Asistencia: 9029 espectadores Árbitro(s): Alejandro Martínez |

| Campeón Brasil 6.to Título |

## Estadísticas
| Pos | Equipo        | Pts | PJ | PG | PE | PP | GF | GC | Dif | Rend   |
| --- | ------------- | --- | -- | -- | -- | -- | -- | -- | --- | ------ |
| 1   | Brasil        | 21  | 7  | 7  | 0  | 0  | 40 | 6  | 34  | 100%   |
| 2   | Argentina     | 18  | 7  | 6  | 0  | 1  | 30 | 12 | 18  | 85,71% |
| 3   | Ucrania       | 15  | 7  | 5  | 0  | 2  | 33 | 19 | 14  | 71,42% |
| 4   | Francia       | 12  | 7  | 4  | 0  | 3  | 23 | 22 | 1   | 57,14% |
| 5   | Kazajistán    | 10  | 5  | 3  | 1  | 1  | 18 | 9  | 9   | 66,66% |
| 6   | Paraguay      | 9   | 5  | 3  | 0  | 2  | 15 | 11 | 4   | 60%    |
| 7   | Marruecos     | 9   | 5  | 3  | 0  | 2  | 16 | 15 | 1   | 60%    |
| 8   | Venezuela     | 6   | 5  | 2  | 0  | 3  | 17 | 27 | –10 | 40%    |
| 9   | Irán          | 9   | 4  | 3  | 0  | 1  | 22 | 9  | 13  | 75%    |
| 10  | Portugal      | 9   | 4  | 3  | 0  | 1  | 18 | 6  | 12  | 75%    |
| 11  | España        | 7   | 4  | 2  | 1  | 1  | 17 | 4  | 13  | 58,33% |
| 12  | Tailandia     | 6   | 4  | 2  | 0  | 2  | 15 | 20 | –5  | 50%    |
| 13  | Países Bajos  | 5   | 4  | 1  | 2  | 1  | 11 | 10 | 1   | 41,66% |
| 14  | Costa Rica    | 4   | 4  | 1  | 1  | 2  | 9  | 15 | –6  | 33,33% |
| 15  | Croacia       | 3   | 4  | 1  | 0  | 3  | 9  | 12 | –3  | 25%    |
| 16  | Afganistán    | 3   | 4  | 1  | 0  | 3  | 9  | 13 | –4  | 25%    |
| 17  | Panamá        | 3   | 3  | 1  | 0  | 2  | 12 | 19 | –7  | 33,33% |
| 18  | Libia         | 3   | 3  | 1  | 0  | 2  | 4  | 13 | –9  | 33,33% |
| 19  | Uzbekistán    | 1   | 3  | 0  | 1  | 2  | 7  | 12 | –5  | 11,11% |
| 20  | Tayikistán    | 0   | 3  | 0  | 0  | 3  | 7  | 15 | –8  | 0%     |
| 21  | Angola        | 0   | 3  | 0  | 0  | 3  | 11 | 22 | –11 | 0%     |
| 22  | Guatemala     | 0   | 3  | 0  | 0  | 3  | 10 | 22 | –12 | 0%     |
| 23  | Nueva Zelanda | 0   | 3  | 0  | 0  | 3  | 2  | 20 | –18 | 0%     |
| 24  | Cuba          | 0   | 3  | 0  | 0  | 3  | 5  | 27 | –22 | 0%     |

## Premios y reconocimientos

### Bota de Oro
| Jugador         | Selección | Goles |
| --------------- | --------- | ----- |
| Marcel          | Brasil    | 10    |
| Danyil Abakshyn | Ucrania   | 7     |
| Kevin Arrieta   | Argentina | 7     |

### Balón de oro
| Jugador              | Selección |
| -------------------- | --------- |
| Dyego                | Brasil    |
| Marlon               | Brasil    |
| Rostylav Semenchenko | Ucrania   |

### Valla menos vencida
| Jugador | Selección | Goles |
| ------- | --------- | ----- |
| William | Brasil    | 4     |

## Símbolos y Mercadeo

### Logotipo
El 20 de mayo, la FIFA presentó el logotipo. Se supone que representa la pimienta kalampir, utilizada en la cocina tradicional uzbeka y frecuentemente con forma de trofeo.

### Mascota
El 7 de agosto se estrenó la mascota. Su nombre es Xon, el tigre de Turania (Panthera tigris virgata).